# 也門經濟
也門經濟在南北統一時發展不發達，且兩者截然不同，在統一後一直承受在1990－91年海灣戰爭期間支持伊拉克的後果︰沙特阿拉伯驅逐該國近100萬名工人，來自沙特和科威特的經濟援助顯著減少。1994年內戰進一步打擊經濟。因此，在過去的10年中，該國倚賴多邊機構的援助以維持經濟，另一方面承諾推行重大的經濟改革。1997年，國際貨幣基金組織批准兩個方案，大幅增加該國的信貸︰加強結構調整設施（現時稱為減貧與增長貸款，PRGF）和擴展融資機制（EFF）。政府在隨後數年試圖推行建議的改革，包括削減公務員薪金開支、取消柴油及其他補貼、降低國防開支、引入一般銷售稅和把國營工業私有化。然而，有限的進展使國際貨幣基金組織在1999至2001年間暫停資助。
世界銀行連同其他雙邊和多邊貸款機構延長該國的經濟支持計畫，該計畫於2002年10月批出，為期四年，金額為23億美元。2005年底，世界銀行宣布也門實施重大改革失敗，2005年7月至2008年7月期間的財政援助減少超過三分之一。該23億美元計畫的一個重要部分是3億美元優惠融資，因國際貨幣基金組織未決定延續減貧與增長貸款而被扣繳，相關談判正在進行。2006年5月，世界銀行通過也門的援助戰略，將在2006至2009財年期間由國際開發協會提供約4億美元借貸。2006年11月的會議上，也門的發展合作夥伴承諾在2007－10年間提供47億美元贈款和優惠貸款。也門擁有大量石油和天然氣資源，加上大量農業生產土地，但目前仍然是世界最貧窮的低收入國家之一，超過45%的人口生活在貧困之中。每月平均有1,000名索馬里難民湧入也門尋找工作，對高達20%至40%失業率的經濟造成額外壓力。也門仍然備受實行經濟改革的巨大壓力，否則將失去急需的國際財政支持。
在統一的時候，阿拉伯也門共和國和也門民主人民共和國都是欠發達的經濟體。北部經歷內戰（1962－1970年）擾亂和乾旱頻繁，嚴重打擊以前繁榮的農業。咖啡生產原本是北部的主要出口和外匯來源，其產量因增加種植巧茶（耗水量極大）而下降。國內工業產值偏低，加上缺乏原材料，使也門依賴各類進口產品。

## 宏觀經濟走勢
下表是也門自統一以來按市場價格的國內生產總值，由國際貨幣基金組織佔計，數字以百萬也門里亞爾計。
| 年   | 國內生產總值 | 美元匯率          | 通脹指數（2000年=100） |
| ---- | ------------ | ----------------- | ---------------------- |
| 1990 | 125,562      | 11.70 也門里亞爾  | 5.10                   |
| 1995 | 516,643      | 40.49 也門里亞爾  | 51                     |
| 2000 | 1,539,386    | 161.00 也門里亞爾 | 100                    |
| 2005 | 2,907,636    | 191.37 也門里亞爾 | 175                    |

按購買力平價計算，每1美元兌換150.11也門里亞爾。2009年平均工資分別為每工時1.06美元。
國外工作的國民匯款和外國援助，用作支付常年貿易赤字。世界上許多國家有大型也門人社區，包括阿拉伯半島的鄰國、印尼、印度、東非、英國和美國。自1950年代中期開始，蘇聯和中華人民共和國提供大規模援助，包括資助大型建設項目、獎學金和大量軍事援助。

## 整合問題
獨立前，南部經濟活動絕大部分集中在港口城市亞丁。在關閉蘇伊士運河和英國在1967年撤出亞丁後，該港口所依賴的海運中轉貿易崩潰。南也門的中央計劃經濟馬克思主義，只依靠蘇聯的大量援助、國外工作的國民匯款、亞丁煉油廠（建於1950年代）的收入所維持。蘇聯解體後，南部經濟基本上隨著援助停止而崩潰。
統一後，政府一直努力整合兩個相對不同的經濟制度。但該國遭受嚴重衝擊，1990年約85萬也門人從波斯灣國家回國，隨後援助金額大幅減少，以及內部的政治糾爭在1994年內戰達到頂點，均阻礙經濟增長。

## 行業

### 農業和漁業

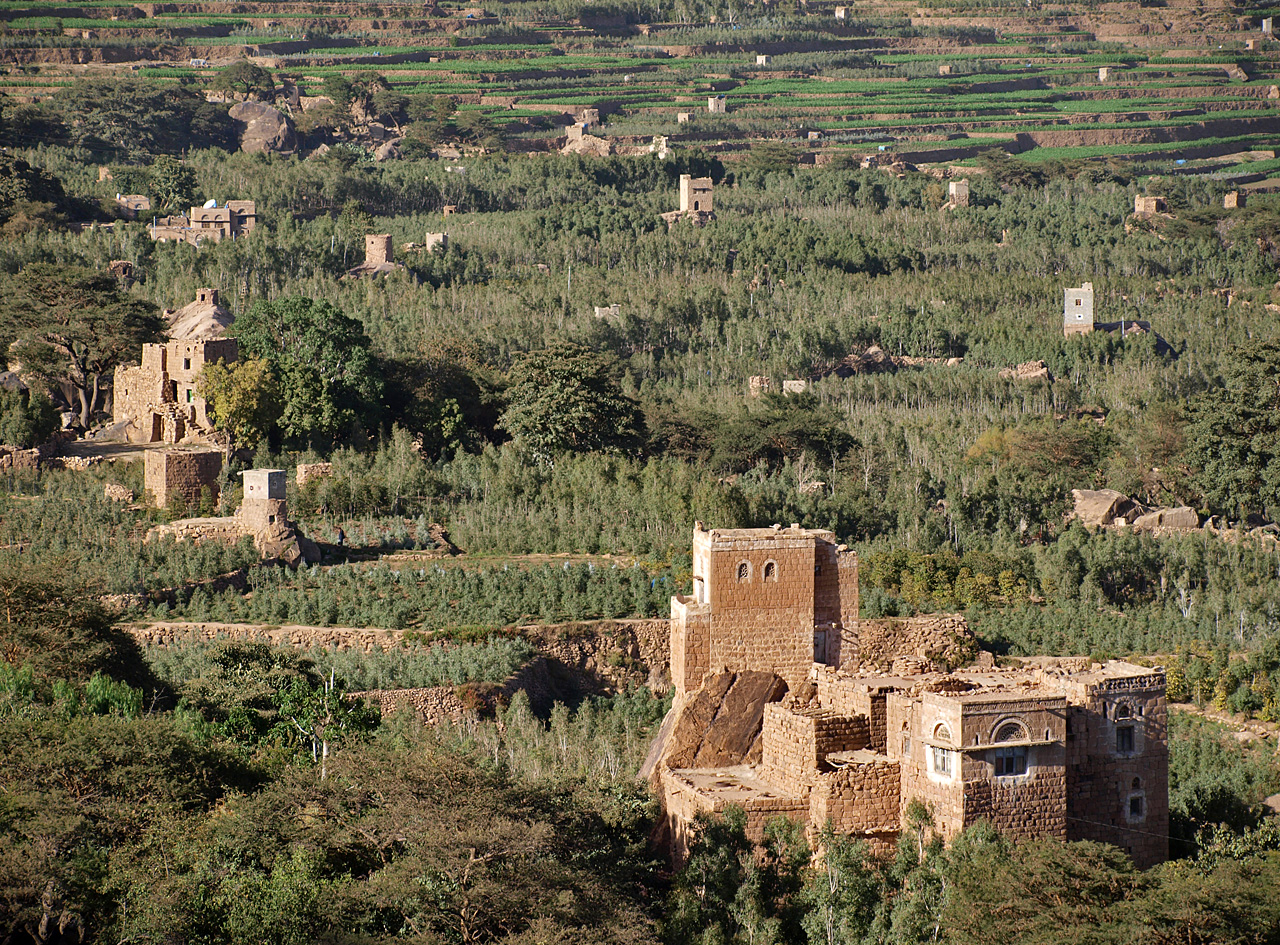
巧茶種植區

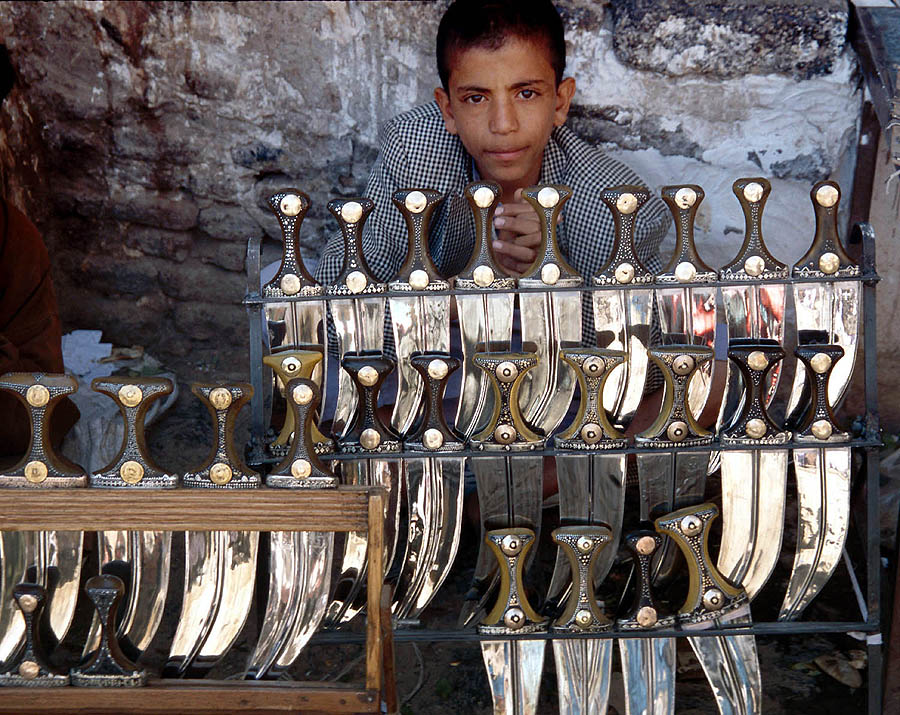
阿拉伯刀製造業

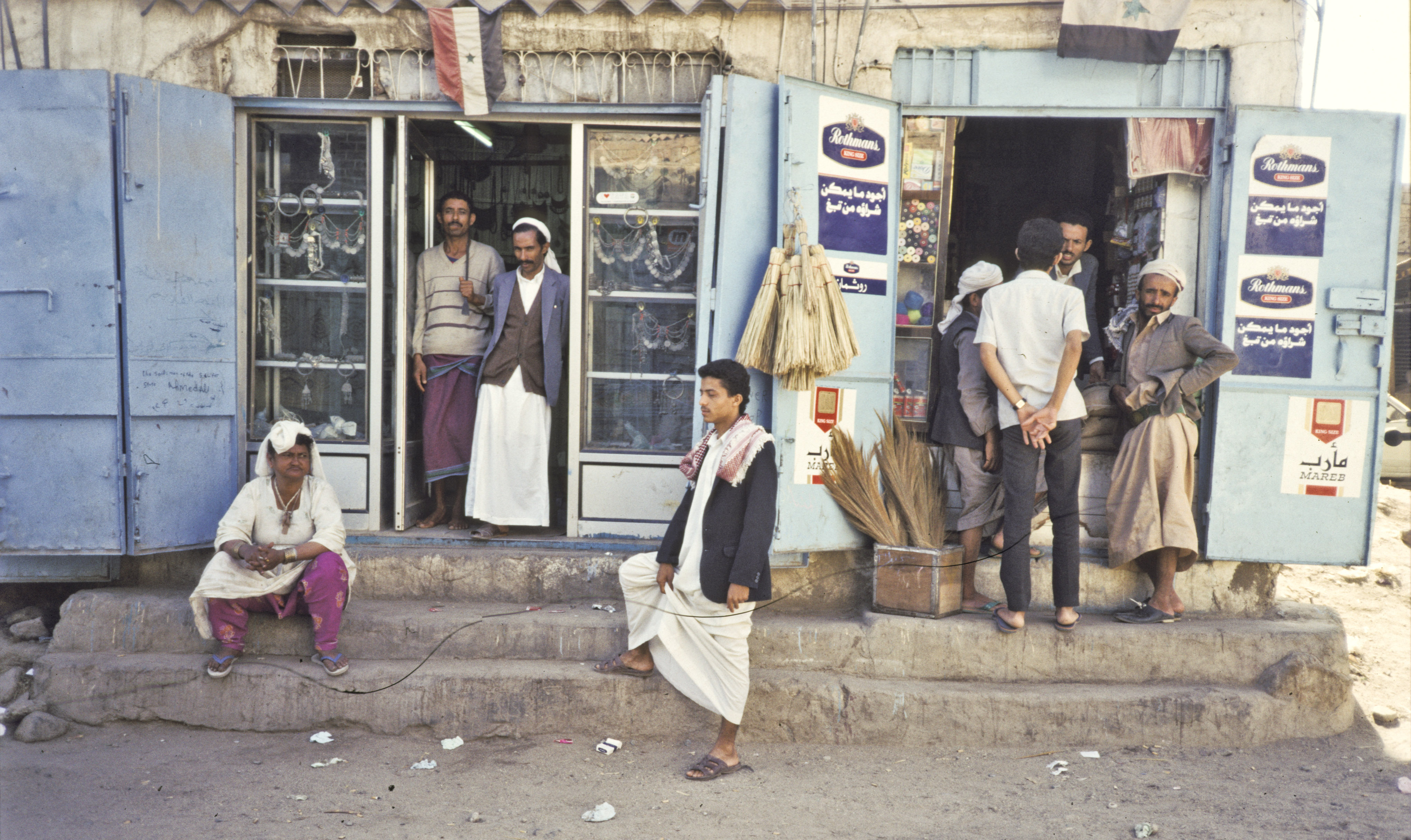
1988年的葉門市場

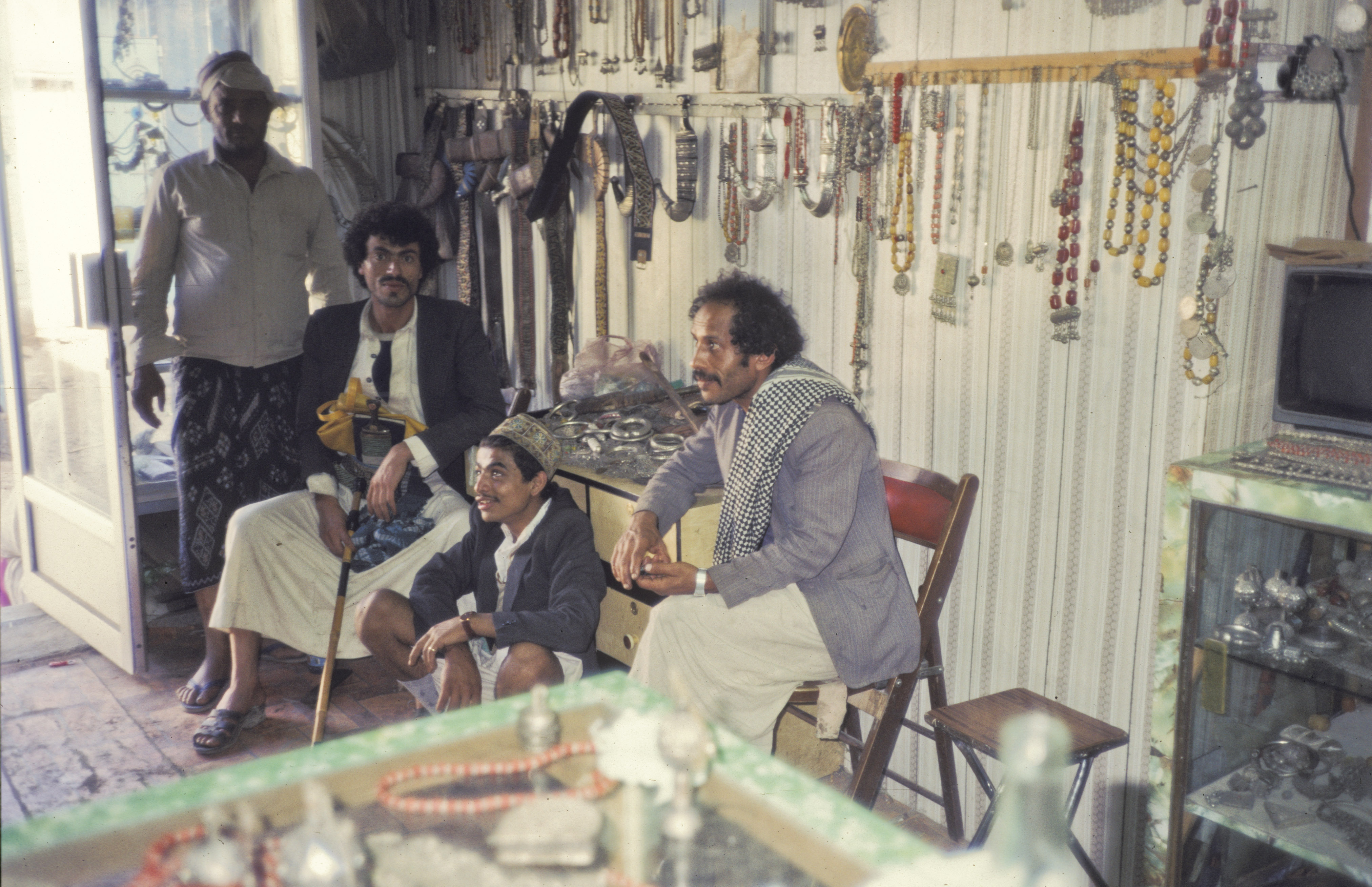
家飾店

農業是也門的經濟支柱，自1990年以來佔超過兩成國內生產總值（根據也門中央銀行，2005年比例為20.4%），僱用超過一半工作人口（2003年為54.2%），但美國政府的估計指2005年只佔國內生產總值的13.5%。許多環境問題阻礙該行業的增長，包括土壤侵蝕、沙丘侵佔和砍伐森林，但缺水是最大的問題。由於降雨量處於低水平，農業很大程度上依賴抽取地下水，而該資源正被耗用，地下水位每年下降約2米，薩那的地下水供應估計在2008年將被耗盡。在使用灌漑的情況下，水果和蔬菜成為主要經濟作物，隨著灌漑農作物的產量增加，傳統的雨養作物如穀物產量下降。根據也門中央銀行，巧茶2005年產量增加6.7%，佔國內生產總值的5.8%，該植物是溫和的麻醉藥，咀嚼葉子時產生天然的興奮劑，被大量栽塔和廣泛使用。根據世界銀行和其他經濟學家，這種植物在也門的農業經濟中起著主導作用，佔國內生產總值的一成，從業人員估計有15萬人，估計消耗三成灌漑用水，取代本來可以用於種植出口咖啡、水果和蔬菜的土地。
也門擁有大片領海和海洋生物資源，每年魚穫有潛力達84萬噸。捕魚業相對落後，主要由個別在小船作業的漁民組成。近年來，政府已經解除對水產品出口的限制，產量達到容量的四分之一，2005年收入為2.6億美元。魚穫和魚製品佔國內生產總值1.7%，但是第二大出口產品。2005年12月，世界銀行批准一項2,500萬美元的信貸，用於資助將推出的漁業管理和保護項目，遍及紅海和亞丁灣所有沿海省份，預計將改善魚類上岸和拍賣設施、提供製冰廠以保持魚類保鮮、使漁業局推行更有效的研究、資源管理規畫和監管活動。

### 石油和天然氣
也門是小型石油生產國，不屬於石油輸出國組織。有別於區內許多石油生產國，該國很大程度上依賴與政府簽訂生產共享協議的外國石油公司。石油生產的收入佔政府財政收入的70%至75%和該國約九成出口。已知原油儲備超過40億桶（6.4億立方米），儲備量預計只可維持9年，而舊油田的輸出量下降，成為一個關注點，因為石油佔出口約九成。世界銀行預測，石油和天然氣收入將在2009和2010年期間大幅下跌，到2017年因耗盡而下降到零。英國皇家國際事務研究所警告，該地區的不穩定性有可能擴大，使肯尼亞北部至沙特阿拉伯不受法律制約，另一方面形容也門民主「脆弱」，矛頭指向與伊斯蘭主義者和部落武裝分子的武裝衝突。因此，西方和其他外交官和領導人都對維護穩定和避免不良情況表示關注。根據能源情報署公布的統計數字，2005年日均原油產量為413,300桶（65,710立方米），低於2004年產量423,700桶（67,360立方米）。2006年首八個月，原油產量持平，每天平均生產412,500桶（65,580立方米）。
1982年南部發現小型油田，1984年一家美國公司在馬里卜附近發現油盆，1995年每日生產27,000立方米（17萬桶）原油。1986年，馬里卜附近一個小型煉油廠投產。蘇聯在南部舍卜沃省的發現只是勉強成功，即使由不同集團接管。1993年，西方財團開始從哈德拉毛的Masila出口石油，1999年產量達每天67,000立方米（42萬桶）。其他十多家公司在尋找商業數量的石油方面一直不成功。Jannah（原名聯合石油勘探區）和夏布瓦東部有新發現。1995年石油出口收入約十億美元。
馬里卜石油包含伴生天然氣。1995年9月，政府簽署一項協議，指定法國的道達爾作為出口液化天然氣項目的牽頭公司。1997年，也門天然氣公司與數間私人持有的公司合組成立也門液化天然氣公司。2005年8月，該國政府批准三項液化天然氣供應協議，也門液化天然氣公司向國際財團授予價值20億美元的合同，在阿拉伯海沿岸建立全國首間液化廠。該項目涉及37億美元投資，年期25年，每年生產約670萬噸液化天然氣，主要輸往美國和韓國。2009年10月開始生產液化天然氣，也門政府預計該項目將帶來額外3.5億美元，用作開發石化行業。

### 工業和製造業
美國政府估計，也門工業佔國內生產總值的47.2%，加上服務業、建築業和商貿業，少於四分之一勞動人口從事工業。煉油業是製造業產量的最大貢獻者，佔總收入四成左右。該行業的剩餘部分由生產消費品和建築材料組成。2005年，製造業佔國內生產總值的9.5%左右。2000年，該國有近34,000處工業場所，工人數目接近11.5萬。大部分機構是小企業（只有1至4名員工），接近一半工業場所參與加工食品和飲料，最近幾年麵粉和食用油的產量增加。大約一成機構被歸類為製造混合金屬產品，如儲水罐和門窗。

### 服務業和旅遊業
經濟學家指出服務業在2002和2003年分別佔國內生產總值的51.7%和52.2%。美國政府估計服務業在2004年和2005年分別佔國內生產總值的39.7%和39.3%。
旅遊業受有限的基礎設施和嚴重的安全問題所窒礙，酒店和餐館低於國際標準，航空和公路運輸嚴重不足。綁架外國遊客仍然是一個威脅，特別在主要城市以外，加上2000和2002年亞丁港兩次發生恐怖爆炸事件，對旅遊業造成阻嚇作用。2006年9月，薩那東面的舍卜沃省族人綁架四名前往亞丁的法國遊客，人質在兩個星期後被釋放。2006年10月，美國國務院重申之前對美國公民的警告，強烈要求他們仔細考慮前往也門的風險，英國外交辦公室發出類似勸喻。旅遊人數從2003年的155,000升至2004年的274,000，但沒有近期的統計數據。

## 勞動人口
根據美國政府，農業和放牧業僱用大部分勞動人口（2003年為54.2%），而工業、服務業、建築業和商貿業佔勞動人口不足25%。
根據世界銀行的統計，公務員人數龐大但收入微薄，而技術工作高低的工資差距不足以吸引和留住技術工人。政府公務員工資在2004年增加20至40%，以減輕經濟改革預期帶來的影響，但有關改革從未被執行。結果工資成本上升兩成，公務員工資佔2004年國內生產總值的7%。2005年預算減少經濟補貼，但另一方面要求政府做出各種讓步，包括在2007年再次提高公務員的工資10至15%，作為國家工業策略的一部分。
國際貨幣基金組織向承諾提供一籃子經濟援助計畫，前提是實施公務員制度改革，而政府因估計兩成至四成的高失業率而抵制改革。2004年，政府聲稱通過退休和裁員減少公務員人數，但大幅的加薪似乎減輕改革帶來的影響。國際貨幣基金組織表示，公務員薪金佔國內生產總值的比例應減少1至2%，該水平只能通過持續削減公務員人數才能實現。這個國家工資策略也許能成功精簡系統和刪除違規，但實際上將否減少工資成本仍言之尚早。

## 貨幣、匯率和通貨膨脹
也門的貨幣是也門里亞爾（YR），匯率自1996年7月在公開市場浮動。也門中央銀行定期干頂，使里亞爾自1999年以每年4%的速度逐漸貶值，2005和2006年的平均匯率分別為每1美元可兌YR191.5和YR197.5。2006年11月底，匯率為每1美元約合YR198。
也門在統一（1990-96年）後數年通脹非常嚴重，平均通脹率四成。經濟改革把速度減慢至1997年5.4%，但油價高企和近年燃料補貼削減對通貨膨脹產生負面影響，儘管有些波動，通脹率普遍呈上升趨勢。2004年，也門中央銀行收緊貨幣供應的努力被多個因素抵消，包括與里亞爾管理浮動匯率掛鉤的美元疲軟，加上全球商品價格上漲，導致通貨膨脹率為12.5%。2005年7月，政府屈服於公眾反對，把一般銷售稅從10%降低到5%，加上政府減少燃油補貼和進口價格上漲，通脹率預計從2005年的11.8%上升至2006年的15%。

## 銀行及金融業
根據經濟學家，也門的金融服務業不發達，並由銀行系統主導。該國沒有公共證券交易所。銀行體系由也門央行、15家商業銀行（9家本地私人銀行而其中4家是伊斯蘭銀行、4家外國私人銀行、2家國有銀行）和2家專門國有開發銀行。也門中央銀行控制貨幣改策和監督貨幣國外轉移，是最後的貸款人，擁有監督商業銀行的權力，也是政府的銀行家。2005至2010年底期間，Tadhamon國際伊斯蘭銀行一直在總資產、資本和貿易業務方面領先該國所有銀行（商業和伊斯蘭）。信貸和農業合作銀行是最大的商業銀行，屬於國有企業。也門重建和發展銀行是國有控股企業，目前正在重組，以最終私有化為目標。兩家銀行陷入財政困難的商業銀行，屬於國有企業。也門重建和發展銀行是國有控股企業，目前正在重組，以最終私有化為目標。兩家銀行陷入財政困難，也門政府在2004年通過計畫將其合併，新公眾擁有的開發銀行將最低資本金設為5,000萬美元。直到2011年4月底，此計劃尚未實現。
也門銀行業受大量不良貸款、資本化程度稍低和監管執法不力所妨礙。許多銀行在技術上資不抵債。在不能履行債務的情況下，許多也門的銀行限制貸款活動予特定消費者和企業群組，使整個銀行體系持有不足六成的貨幣供應量。經濟大部分以現金運作。2000年通過立法，給予中央銀行權力以執行更嚴格的貸款要求，央行在2005年中對商業銀行頒布新的資本要求，旨在削減貨幣投機以保障存款。

## 能源業
也門國有公共電力公司估計經營該國八成發電容量（810至900兆瓦）和國家電網。在過去10年中，政府已考慮各種措施減輕該國電力嚴重短缺的問題，包括重組電力公司、通過小規模的私有化發電站整合電力業、建立獨立電力項目、引入天然氣發電廠以騰出石油用於供應出口。然而，由於基礎設施不足，雖然穆卡拉和亞丁一些規模較小的項目已經完成，但大型獨立發電企業和私有化建議未能實現，並為今後的項目已簽訂合同。2004年，燃燒柴油的發電廠產生41億千瓦時的電力，生產水平不足以維持電力的穩定供應。電力需求在2000至2004年間增加兩成，但估計只有四成人口從國家電網獲取電力，其供應是間歇性的。為滿足需求，政府計畫在2002年增加發電能力至1,400兆瓦。

## 政府預算
1995年，為遵守國際貨幣基金組織規定的條件，也門開始經濟改革計畫，其中一個組成部分是財政政策改革，旨在減少赤字和擴大收入基礎。然而，政府並沒有顯著降低其主要開支──補貼，特別是燃料補貼。2005年1月，也門議會險票通過2005年財政預算，預計預算赤字減少至國內生產總值的3%左右。該預算的前提是通過一籃子改革方案，包括基礎廣泛的10%一般銷售稅和減少燃料補貼的75%。市民強烈反對這些改革，導致政府在2005年7月把10%消費稅推遲18個月，轉而採用5%混合消費稅，並修訂燃油補貼的減幅。然而，2005年補貼的費用大幅上漲近90%，主要用於燃料，是政府總支出的最大部分（近25%），約佔國內生產總值的9%。這些成本加上公務員工資及薪金增加24%、國防開支增加42%，導致2005年政府預算赤字為3.508億美元，超過國內生產總值的2%。政府預算整體消費在2006年急劇增加41%，經濟學家估計將導致8億美元的財政赤字，佔國內生產總值的4.2%。

## 對外經濟關係

### 歷史和槪況
1990至1991年波斯灣戰爭期間，也門支持伊拉克入侵科威特，從而疏遠為該國提供重要財政援助的沙特阿拉伯和科威特。沙特撤回對也門的援助，也同時驅逐近100萬名也門工人，僑民匯款下降對也門政府預算造成災難性的影響。1994年的內戰進一步消耗經濟，1995年也門尋求多邊機構的援助。1996年，國際貨幣基金組織授予也門1.9億美元的備用信貸額度，並於次年批准兩個融資額，該國的信貸增加約5億美元。融資的前題是該國採取嚴厲的經濟改革，也門對履行該要求只是有限的成功。因此，國際貨幣基金組織在1999年底暫停貸款，直到2001年2月。兩項資助設施包括減貧與增長貸款獲延長至2001年10月，也以經濟改革的承諾為前題。由於也門未能充分遵守國際貨幣基金組織所規定的條款，國際貨幣基金組織自2002年以來暫緩3億美元的優惠融資。關於減貧與增長貸款續期的討論正在進行中。科威特和沙特阿拉伯在2000年恢復對也門的財政援助。
2002年10月，世界銀行率頭的雙邊和多邊貸款人同意，給也門一個為期四年的經濟支持計畫，價值23億美元，兩成是贈款、八成是優惠貸款，這筆資金幾乎是國際貨幣基金組織的減貧與增長貸款的8倍。然而，世界銀行在2005年12月宣布，由於政府持續無力進行顯著的經濟改革和遏止腐敗，資金將從2005年7月的4.2億美元減少超過三分之一至2008年7月的2.4億美元。2006年5月，世界銀行為也門通過一項新的國家援助戰略（CAS），為期2006到2009財年，為促進該國財政和改善人類發展提供藍圖。世界銀行承諾在CAS期間貢獻約4億美元的國際發展協會（IDA）積分。目前，也門尚欠最大捐助者之一的日本約2.64億美元。2005年12月，日本政府承諾核銷1,700萬美元債務。同月，德國承諾在未來兩年每年增加8,360萬美元援助，資金將主要用於教育和改水工程。2006年11月，英國宣布將向也門的援助增加400%至2.22億美元，直到2011年。
也門是阿拉伯經濟與社會發展基金會的成員國，自1974年以來致力通過貸款和擔保，向其他阿拉伯國家的經濟和社會發展提供融資。2004年3月，阿拉伯國家聯盟提供1.36億美元，以資助改善基礎設施。在2006年11月中旬的倫敦會議上，一群雙邊和多邊捐助者認捐47億美元，在4年內攤分（2007-10年），為經濟發展提供資金。該會議由世界銀行和也門政府共同主持，目標是提供足夠的經濟援助，使其能夠符合未來的海灣阿拉伯國家合作委員會成員資格。超過55%的援助來自海灣阿拉伯國家合作委員會，形式以贈款為主。也門於1999年被授予世界貿易組織觀察員地位，其正式成員的申請截至2006年12月仍在談判階段。

### 對外貿易
2005年進口總額估計47億美元，預計將在2006和2007年分別增加至50億和54億美元。也門是所有主要產品的淨進口國，只有燃料除外，主要進口機械及運輸設備、食品、家畜和加工材料。根據聯合國，也門進口超過75%主食小麥，2005年的進口主要來源是阿聯酋（佔進口總額的13.4%），其中大部分實際上是從美國和科威特轉口。也門從沙特和中國的進口總額，分別佔10.6%和9%。
2005年出口總額為64億美元，由於石油收入強勁，出口預計將在2006年增加至破紀錄的86億美元。石油是主要出口產品，分別佔2004和2005年出口總額的92%和87%。非石油產品出口主要是農產品，如魚類、魚製品、蔬菜和水果。2005年，亞洲是最重要的出口市場，主要有中國（佔出口總額的37.3%）、泰國和日本。智利也是主要的出口市場（佔出口總額的19.6%）。
隨著全球石油價格變動，進口和出口價值在過去10年中急劇增加和下降。因此貿易平衡從1998年近8億美元赤字，大幅波動至2000年的10億美元盈餘。油價上漲，使2004和2005年分別出現8.17和17億美元盈餘。
近年來，非商品赤字增加，但被破紀錄的出口盈利所抵消，導致大量貿易盈餘，足以保持經常賬戶盈餘，2003至2005年金額分別為1.76、5.25和6.33億美元。

### 外債
1990年，新統一也門共和國的債務負擔達國內生產總值106%左右，處於不可持續的水平。1990年代巴黎俱樂部債權人國家安排債務重組，加上世界銀行的國際發展署援助，使也門債務在2004年底降至54億美元（估計佔國內生產總值39%）。根據也門中央銀行，2005年底債務為52億美元（估計佔國內生產總值的33%）。根據美國政府，也門2005年的外匯和黃金儲備為61億美元。

### 外商投資
也門沒有股票交易所，外來投資組合因此受限制，國外投資組合也非常有限，結果投資組合的流動在很大程度上未獲當局記錄。1990年代初，外國投資者開採也門石油，淨直接投資達高峰，但自1995年以來直接投資流量出現負淨額，這是由於外國石油企業的成本回收超過新的直接投資。政府於2005年8月批准一個為期五年的液化天然氣建設項目，斥資三十億美元，涉及外國公司組成的財團計畫。這個項目建造液化天然氣設施，增加外商投資的未來前景。

## 外部連結
- 中的“Yemen Economic Development”
- Map of the Yemen oil and gas infrastructure （页面存档备份，存于）